# 2008-as UEFA-bajnokok ligája-döntő
A 2008-as UEFA-bajnokok ligája-döntő az európai labdarúgó-klubcsapatok legrangosabb tornájának 16., jogelődjeivel együttvéve az 53. döntője volt, melyet 2008. május 21-én szerdán, 20:45-kor (helyi idő szerint 22:45-kor) rendeztek a moszkvai Luzsnyiki Stadionban. A döntőbe két angol csapat, a Manchester United és a Chelsea került be. Először fordult elő a BEK/BL történetében, hogy a döntő mindkét résztvevője angol és harmadszor, hogy azonos nemzetbeli. 2008 előtt kétszer fordult elő, hogy azonos nemzetiségű csapatok játszották a döntőt: 2000-ben a spanyol Real Madrid és a Valencia, valamint 2003-ban az olasz Juventus és az AC Milan.
A győztes a Manchester United lett, miután 1–1-es rendes játékidő és 30 perces hosszabbítás után 6–5-re győzött tizenegyesekkel a Chelsea ellen. Ez volt a Chelsea legelső BL döntője, a United pedig kerek 40 évvel ezelőtt, 1968-ban nyerte első európai trófeáját.
A Manchester United angol bajnokként várhatta a döntőt, valamint veretlen volt a 2007–08-as Bajnokok Ligájában. A Chelsea ezüstérmesként végzett a Premier League-ben, csupán két ponttal maradtak le a Manchester-től, a Bajnokok Ligájában pedig egy mérkőzést veszítettek el: a Fenerbahçe elleni negyeddöntő első mérkőzését. A 2007–08-as Premier League szezonban a United 2–0-ra nyert hazai pályán a Chelsea ellen 2007. szeptember 23-án, majd a Stamford Bridge-en a Chelsea győzte le a vörösöket 2–1-re 2008. április 26-án. A Chelsea a két csapat közötti utolsó kupamérkőzést is megnyerte, 2007 májusában 1–0-ra az FA-kupa döntőt, bár a Manchester 2007 augusztusában a Community Shield-et nyerte meg 1–1-es normál játékidő után 3–0-ra tizenegyesekkel.

## Út a döntőig
A részletekért lásd: 2007–2008-as UEFA-bajnokok ligája

### Egyenes kieséses szakasz
| Manchester United | Manchester United      | Manchester United       | Chelsea                 | Chelsea                | Chelsea                               |
| ----------------- | ---------------------- | ----------------------- | ----------------------- | ---------------------- | ------------------------------------- |
| Lyon A 1–1        | Tévez 87'              | Nyolcaddöntő Első meccs | Nyolcaddöntő Első meccs | Olimbiakósz A 0–0      |                                       |
| Lyon H 1–0        | Ronaldo 41'            | Második meccs           | Második meccs           | Olímpiakósz H 3–0      | Ballack 5' Lampard 25' Kalou 48'      |
| Roma A 2–0        | Ronaldo 39' Rooney 66' | Negyeddöntő Első meccs  | Negyeddöntő Első meccs  | Fenerbahçe A 1–2       | Deivid 13' (ö.g.)                     |
| Roma H 1–0        | Tévez 70'              | Második meccs           | Második meccs           | Fenerbahçe H 2–0       | Ballack 4' Lampard 87'                |
| Barcelona A 0–0   |                        | Elődöntő Első meccs     | Elődöntő Első meccs     | Liverpool A 1–1        | Riise 90+4' (ö.g.)                    |
| Barcelona H 1–0   | Scholes 14'            | Második meccs           | Második meccs           | Liverpool H 3–2 (h.u.) | Drogba 33', 105' Lampard 98' (11-es.) |

## A mérkőzés
| 2008. május 21. 20:45 (CEST) |

| Manchester United                                    | 1–1 (h. u.)                 | Chelsea                                             |
| ---------------------------------------------------- | --------------------------- | --------------------------------------------------- |
| Ronaldo 26'                                          | (1–1, 1–1, 1–1) Jegyzőkönyv | Lampard 45'                                         |
| Büntetőpárbaj                                        |                             |                                                     |
| Tévez Carrick Ronaldo Hargreaves Nani Anderson Giggs | 6–5                         | Ballack Belletti Lampard A. Cole Terry Kalou Anelka |

| Luzsnyiki Stadion, Moszkva Nézőszám: 67 310 Játékvezető: Ľuboš Micheľ (szlovák) |

| Manchester United | Chelsea |

| MANCHESTER UNITED: |    |                         |
|                    |    |                         |
| KA                 | 1  | Edwin van der Sar       |
| V                  | 6  | Wes Brown 120+5'        |
| V                  | 5  | Rio Ferdinand (csk) 43' |
| V                  | 15 | Nemanja Vidić 111'      |
| V                  | 3  | Patrice Evra            |
| K                  | 4  | Owen Hargreaves         |
| K                  | 18 | Paul Scholes 21' 87'    |
| K                  | 16 | Michael Carrick         |
| K                  | 7  | Cristiano Ronaldo       |
| CS                 | 10 | Wayne Rooney 101'       |
| CS                 | 32 | Carlos Tévez 116'       |
| Cserék:            |    |                         |
| KA                 | 29 | Tomasz Kuszczak         |
| V                  | 22 | John O’Shea             |
| V                  | 27 | Mikaël Silvestre        |
| K                  | 8  | Anderson 120+5'         |
| K                  | 11 | Ryan Giggs 87'          |
| K                  | 17 | Nani 101'               |
| K                  | 24 | Darren Fletcher         |
| Vezetőedző:        |    |                         |
| Sir Alex Ferguson  |    |                         |

| CHELSEA:    |    |                            |
|             |    |                            |
| KA          | 1  | Petr Čech                  |
|             |    |                            |
| V           | 5  | Michael Essien 118'        |
| V           | 6  | Ricardo Carvalho 45'       |
| V           | 26 | John Terry (csk)           |
| V           | 3  | Ashley Cole                |
|             |    |                            |
| K           | 4  | Claude Makélélé 21' 120+4' |
| K           | 13 | Michael Ballack 116'       |
| K           | 8  | Frank Lampard              |
|             |    |                            |
| CS          | 10 | Joe Cole 99'               |
| CS          | 15 | Florent Malouda 92'        |
| CS          | 11 | Didier Drogba 116′         |
| Cserék:     |    |                            |
| KA          | 23 | Carlo Cudicini             |
| V           | 33 | Alex                       |
| V           | 35 | Juliano Belletti 120+4'    |
| K           | 12 | John Obi Mikel             |
| K           | 21 | Salomon Kalou 92'          |
| CS          | 7  | Andrij Sevcsenko           |
| CS          | 39 | Nicolas Anelka 99'         |
| Vezetőedző: |    |                            |
| Ávrám Grant |    |                            |

| A meccs embere: Edwin van der Sar Asszisztensek: Roman Slyško Martin Balko Negyedik játékvezető: Vladimir Hrinak |

### Statisztika
|                        | Manchester United | Chelsea |
| ---------------------- | ----------------- | ------- |
| Gólok                  | 1                 | 1       |
| Lövések                | 12                | 24      |
| Kaput eltalált lövések | 5                 | 3       |
| Labdabirtoklás         | 58%               | 42%     |
| Szögletek              | 5                 | 8       |
| Szabálytalanságok      | 22                | 25      |
| Lesek                  | 1                 | 2       |
| Sárga lapok            | 4                 | 4       |
| Piros lapok            | 0                 | 1       |